# ليه براون (لاعب كرة قدم أمريكية)
ليه براون (بالإنجليزية: Les Brown)‏ هو لاعب كرة قدم أمريكية أمريكي، ولد في 29 يونيو عام 1987، في مدينة سولت ليك في الولايات المتحدة.